# Vincenzo Zarri
Vincenzo Zarri (ur. 23 października 1929 w Bolonii) – włoski duchowny rzymskokatolicki, w latach 1988–2005 biskup Forli-Bertinoro.

## Życiorys
Święcenia kapłańskie przyjął 25 lipca 1952. 24 maja 1976 został mianowany biskupem pomocniczym Bolonii ze stolicą tytularną Luni. Sakrę biskupią otrzymał 29 czerwca 1976. 9 kwietnia 1988 objął diecezję Forli-Bertinoro. 12 listopada 2005 przeszedł na emeryturę.